# 4. junij
4. junij je 155. dan leta (156. v prestopnih letih) v gregorijanskem koledarju. Ostaja še 210 dni.

## Dogodki
- 780 pr. n. št. – na Kitajskem opazujejo prvi zabeležen Sončev mrk
- 1039 – Henrik II. postane Sveto-rimski cesar
- 1070 – izdelan sir Roquefort
- 1878 – Združeno kraljestvo in Turčija skleneta sporazum, po katerem Združeno kraljestvo dobi Ciper in se zaveže, da bo pomagalo Turčiji, če jo napade Rusija
- 1917 – podeljene prve Pulitzerjeve nagrade
- 1920 – Madžarska podpiše trianonsko mirovno pogodbo, Prekmurje pripade Kraljevini Srbov, Hrvatov in Slovencev
- 1940:
  - končana operacija umika iz Dunkerqua
  - Nemci vkorakajo v Pariz
- 1942 – začne se bitka za Midway
- 1944 – zavezniška vojska vkoraka v Rim
- 1961 – na Dunaju se sestaneta John Fitzgerald Kennedy in Nikita Sergejevič Hruščov
- 1970 – Tonga postane neodvisna država
- 1973 – Don Wetzel, Tom Barnes in George Chastain dobijo patent za bankomat
- 1989:
  - na prvih svobodnih volitvah na Poljskem zmaga opozicijsko gibanje Solidarnost
  - Kitajska vojska na silo zaduši proteste na pekinškem Trgu nebeškega miru, pod gosenicami tankov umre več kot 3.000 protestnikov

## Rojstva
- 470 pr. n. št. – Sokrat, grški filozof († 399 pr. n. št.)
- 1694 – François Quesnay, francoski ekonomist († 1774)
- 1738 – Jurij III., britanski kralj († 1820)
- 1754 – baron Franz Xaver von Zach, nemški astronom († 1832)
- 1877 – Heinrich Otto Wieland, nemški kemik, nobelovec 1927 († 1957)
- 1907 – Marjan Kozina, slovenski skladatelj († 1966)
- 1910 – Jacques Augustin Berque, francoski sociolog († 1995)
- 1910 – Anton Dermota, slovenski operni pevec, tenorist in pedagog († 1989)
- 1912 – Robert Jacobsen, danski kipar in slikar († 1993)
- 1923 – Vekoslav Grmič, slovenski naslovni škof († 2005)
- 1934 – Lučka Kralj Jerman, slovenska dirigentka in glasbena pedagoginja
- 1935 – Franc Ankerst, slovenski besedilopisec in glasbenik († 2018)
- 1947 – Viktor Klima, avstrijski predsednik vlade
- 1950 – Clifford Stoll, ameriški astronom, računalnikar, izumitelj in pisatelj
- 1965 – Michael »Mick« Doohan, avstralski motociklistični dirkač
- 1985 – David Barrufet, nekdanji španski rokometni reprezentant
- 1975 – Angelina Jolie Voight, ameriška filmska igralka
- 1976 – Jasmina Kozina Praprotnik, strokovna delavka v športu, promotorka zdravega življenjskega sloga in pisateljica
- 1984 – Giourkas Seitaridis, grški nogometni reprezentant
- 1985 – Lukas Podolski, nemški nogometni reprezentant
- 1985 – Bar Refaeli, izraelska manekenka
- 1991 – Tina Juršič, slovenska badmintonistka
- 1993 – Juan Iturbe, paragvajski nogometni reprezentant
- 1999 – Domen Prevc, slovenski smučarski skakalec

## Smrti
- 1039 – Konrad II., rimsko-nemški cesar (* 990)
- 1086 – Sulejman ibn Kutalmiš, sultan Ruma (* ni znano)
- 1094 – Sančo Ramirez, aragonski kralj (* 1042)
- 1102 – Vladislav I. Herman, poljski vojvoda (* 1044)
- 1134 – Magnus I., švedski kralj (* 1106)
- 1135 – Huizong, kitajski cesar iz dinastije Song (* 1082)
- 1206 – Adela Šampanjska, francoska kraljica (* 1140)
- 1246 – Izabela Angoulêmska, angleška kraljica, soproga Ivana Brez dežele, lusignanska baronica (* 1188)
- 1257 – Pšemisl I., vojvoda Velikopoljske (* 1220)
- 1463 – Flavio Biondo, italijanski zgodovinar (* 1392)
- 1585 – Marc-Antoine de Muret, francoski humanist, učenjak (* 1526)
- 1707 – Krištof Cellarius,  nemški klasični učenjak (* 1638)
- 1798 – Giacomo Casanova, italijanski pustolovec, duhovnik, pisatelj, vohun, vojak, diplomat (* 1725)
- 1864 – Nassau William Senior, angleški ekonomist (* 1790)
- 1872

Stanisław Moniuszko, poljski skladatelj (* 1819)
Johan Rudolf Thorbecke, nizozemski državnik (* 1798)
- 1875 – Eduard Mörike, nemški pisatelj, pesnik in prevajalec (* 1804)
- 1933 – Ahmet Haşim, turški pisatelj (* 1884)
- 1941 – Viljem II., nemški cesar (* 1859)
- 1942 – Reinhard Heydrich, nemški nacistični uradnik (* 1904)
- 1949 – Maurice Blondel, francoski filozof (* 1861)
- 1967 – Lloyd Viel Berkner, ameriški fizik, inženir (* 1905)
- 1968 – Alexandre Kojève, francoski filozof ruskega rodu (* 1902)
- 1970 – Horace Greely Hjalmar Schacht, nemški bankir, finančnik (* 1877)
- 1971 – György Lukács, madžarski marksistični filozof in literarni toeretik (* 1885)
- 1973 – Maurice René Fréchet, francoski matematik (* 1878)
- 1975 – Valentin Ferdinandovič Asmus, rusko-sovjetski filozof (* 1894)
- 1985 – Edo Mihevc, slovenski arhitekt (* 1911)
- 2013 – Joey Covington, ameriški bobnar (* 1945)

## Prazniki in obredi
- Tonga – narodni dan